# Костяная аллея
«Костяная аллея» (англ. Shinbone Alley) — американский мультфильм 1970 года.

## Сюжет
Арчи пытается покончить жизнь самоубийством, но он возвращается в образе таракана. Когда он учится писать стихи, прыгая на клавишах пишущей машинки, он привыкает к своей новой жизни и влюбляется в Мехитабель, поющую уличную кошку. Вместо этого она встречается с котом по кличке Большой Билл. Когда Большой Билл бросает Мехитабель, Арчи рассказывает ей о её поступках в целом и её привязанности к плохим котам в частности. Арчи снова пытается покончить жизнь самоубийством, но ему это не удаётся. В театре Мехитабель выполняет свою часть сделки по доставке еды для Тайрона, но он выгоняет её со сцены. Арчи и Большой Билл наблюдают за ней, и Мехитабель снова встречается с Большим Биллом. Вернувшись к своей пишущей машинке, Арчи направляет свое разочарование, призывая других насекомых к революции. Он сразу же бросает план, когда слышит новости о том, что у Мехитабеля есть котята, а Большой Билл снова ушёл со сцены. Дождливый вечер, и Арчи указывает Мехитабель, что её котята, которые находятся внутри корзины без крышки, уплывают от неё, и они вдвоем спасают котят, однако угрюмая Мехитабель прогоняет Арчи. Арчи уговаривает Мехитабель бросить жизнь бездомной кошки и поддержать котят «работой» в качестве домашней кошки.
Временем позднее, когда Арчи приходит навестить её в высокооплачевымий дом, она заметно изменилась в результате этого опыта, она напоминает ему, что социальный класс теперь отделяет их от дружбы, и выгоняет его, о чём позже сожалеет. Арчи напивается и встречает нескольких уличных проституток-божьих коровок, которые находят его любовные стихи о Мехитабель. Большой Билл высмеивает его. Однажды Мехитабель возвращается на переулок Шибона и снова поёт и танцует, как прежде. После попытки исправить её, Арчи понимает, что ему всё время нравилась Мехитабель за её выходки, и принимает её за то, что она «такая, какой она должна быть» и он пользуется тем, что остаётся просто другом.